# Ruili Airlines
Ruili Airlines est une compagnie aérienne chinoise à bas prix, basée à l'Aéroport international de Kunming Changshui, dans la province du Yunnan. 
Elle dessert des lignes intérieures vers le centre et le nord de la Chine, avec une flotte exclusivement composée de Boeing 737.

## Historique
La compagnie est la propriété du Groupe Yunnan Jingcheng. 
Elle obtient son Certificat de transporteur aérien le 22 janvier 2014.

Logo 2014
Logo 2014 (variante)

## Destinations
La première ligne a été ouverte le 18 mai 2014 entre Kunming and Mang City.
Elle prévoit ensuite d'étendre ses destinations au Cambodge, à la Thaïlande et au Myanmar.

## Flotte
En août 2015, la flotte de Ruili Airlines est composée de 10 avions ,
- 7 Boeing 737-700
- 3 Boeing 737-800

Mi-2015, la compagnie signe un protocole d'accord provisoire concernant l'achat et le leasing de 60 Boeing 737 MAX.
En juillet 2016, le carnet de commande auprès de Boeing comprend :
- 36 Boeing 737 MAX
- 7 Boeing 737-800
- 6 Boeing 787-9 Dreamliner[8]

En octobre 2020, la compagnie assure ses vols avec les avions suivants :